# White Castle Building No. 8

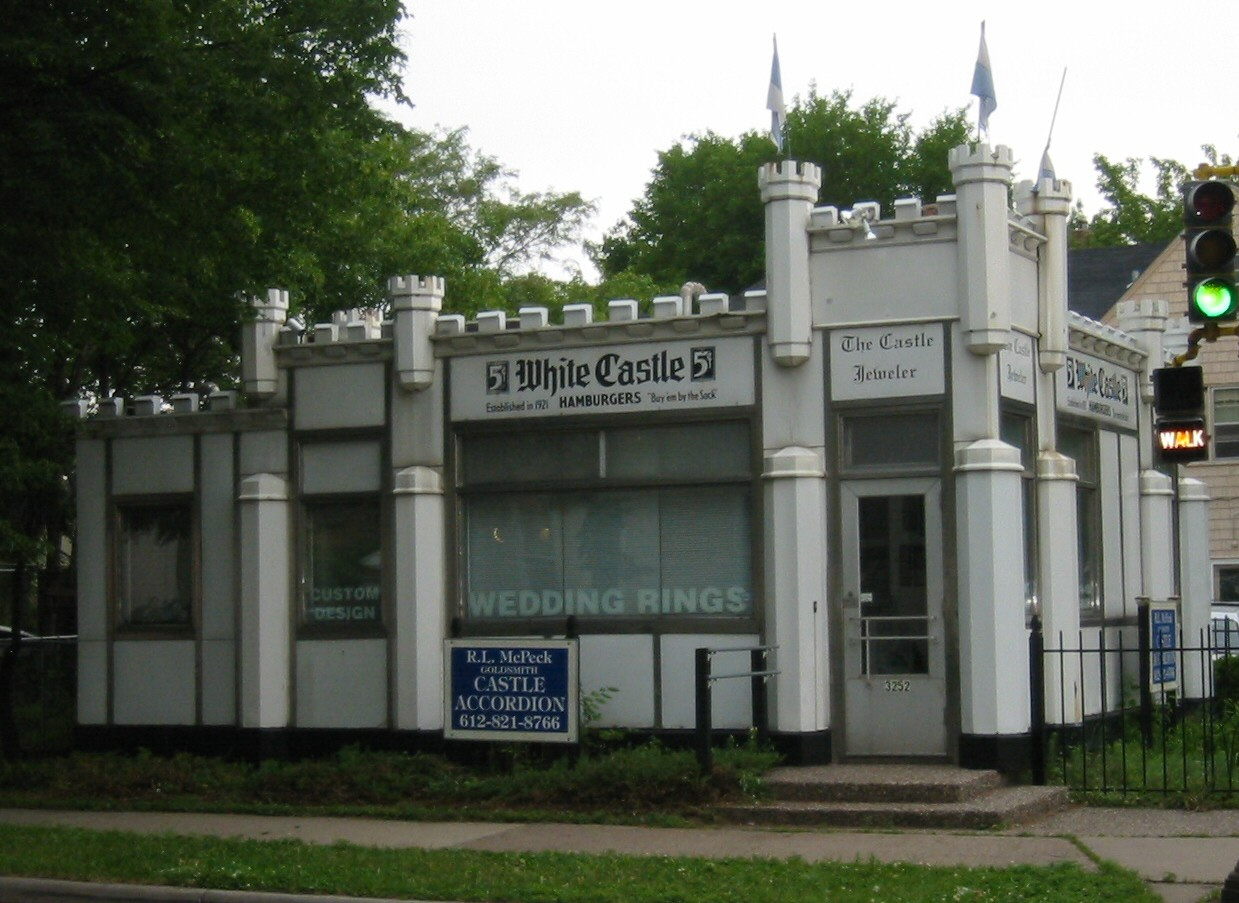

White Castle Building Number 8 ist ein frühes Beispiel für die Architektur der amerikanischen Restaurantkette White Castle. Das aus Fertigteilen 1936 erstmals errichtete Gebäude steht in Minneapolis, Minnesota an seinem mittlerweile dritten Standort. Die Minneapolis Heritage Preservation Commission machte sich stark dafür, diesen bedrohten Teil des architektonischen Erbes der Stadt zu bewahren. Das Gebäude steht heute an der Adresse 3252 Lyndale Avenue South und ist seit 1985 eingetragen im National Register of Historic Places.